# Morti nel 1223
| Questa pagina contiene informazioni ricavate automaticamente dalle voci biografiche con l'ausilio del template Bio e di un bot. L'aggiornamento è periodico e automatico e ricostruisce completamente la pagina. Se manca una persona in questa lista, sei pregato di non aggiungerla, ma accertati piuttosto che la sua voce biografica contenga il template Bio e che i dati anagrafici siano correttamente compilati. Se il template Bio manca, inseriscilo tu stesso o, in alternativa, metti l'avviso {{tmp\|Bio}} che ne segnala la mancanza. Se i dati riportati sono sbagliati, correggi direttamente la voce biografica; le modifiche saranno visibili in questa lista entro pochi giorni. Per chiarimenti vedi il progetto biografie. La lista contiene solo le 12 persone che sono citate nell'enciclopedia e per le quali è stato implementato correttamente il template Bio. Pagina aggiornata al 18 ago 2025. |

- 8 marzo - Vincenzo Kadłubek, vescovo cattolico polacco
- 25 marzo - Alfonso II del Portogallo, sovrano (n. 1185)
- 27 marzo - Raimondo Ruggero di Foix, conte
- 2 giugno - Mstislav III di Kiev, principe
- 14 luglio - Filippo II di Francia, re (n. 1165)
- Enrico I di Mödling, nobile austriaco (n. 1158)
- Giorgio IV di Georgia, re georgiano (n. 1191)
- Giovanni di Strigonio, arcivescovo ungherese
- Giraldus Cambrensis, religioso, scrittore e storico gallese (n. 1146)
- Mukhali, mongolo (n. 1170)
- Sancho I di Provenza, conte (n. 1161)
- Alamanda de Castelnau, trobairitz francese